# Nuclee oglindă
Nuclee oglindă sunt specii nucleare izotopice provenite de la atomi aparținând a două elemente chimice cu același număr de masă, dar cu număr inversat de protoni și neutroni.
Nucleele oglindă reprezintă perechi de nuclizi pentru care numărul de protoni (Z) dintr-un nuclid este egal cu numărul de neutroni (N) ai celuilalt.